# Поденко канарио
Поде́нко кана́рио, или кана́рская кроличья собака, или канарская борзая (исп. podenco canario), — порода охотничьих собак примитивного типа, выведенная в Испании, близкий родственник фараоновых собак, podenco в переводе с исп. — «борзая». Используется для охоты на кроликов и ценится за скоростные качества, острое зрение и превосходное чутьё. Местные жители её называют «худая собака для охоты».

## История породы
Родиной поденко канарио являются Канарские острова, куда эти собаки, предположительно, были завезены в XIV веке финикийцами, греками, карфагенянами и египтянами, и где они чаще встречаются на Тенерифе и Гран-Канарии. За пределами островов мало известны. Порода имеет египетские корни и возможно является одной из наиболее древних. Изображения канарских борзых можно увидеть на гравюрах, скульптурах, и барельефах в гробницах фараонов, а также в Лувре и Британском музее.
Собаки этого типа распространены по всему Средиземноморью, они встречаются на Мальте, Ивисе, Сицилии, Италии и Испании. В 1987 году поденко канарио признан Международной кинологической федерацией, в классификации пород отнесён к группе шпицев и пород примитивного типа, к подгруппе примитивных пород для охотничьего применения.

## Внешний вид
Стройная, лёгкая, сухая и чрезвычайно крепкая собака среднего роста, построенная на удлинённых линиях, с сильно развитой мускулатурой. Из-за отсутствия жировых отложений хорошо просматриваются рёбра, позвоночник и выступы тазовых костей, сквозь кожу можно видеть сокращения мышц. Длина корпуса немногим больше высоты в холке, грудь хорошо развита, не доходит до локтей, длина морды чуть больше длины черепа.

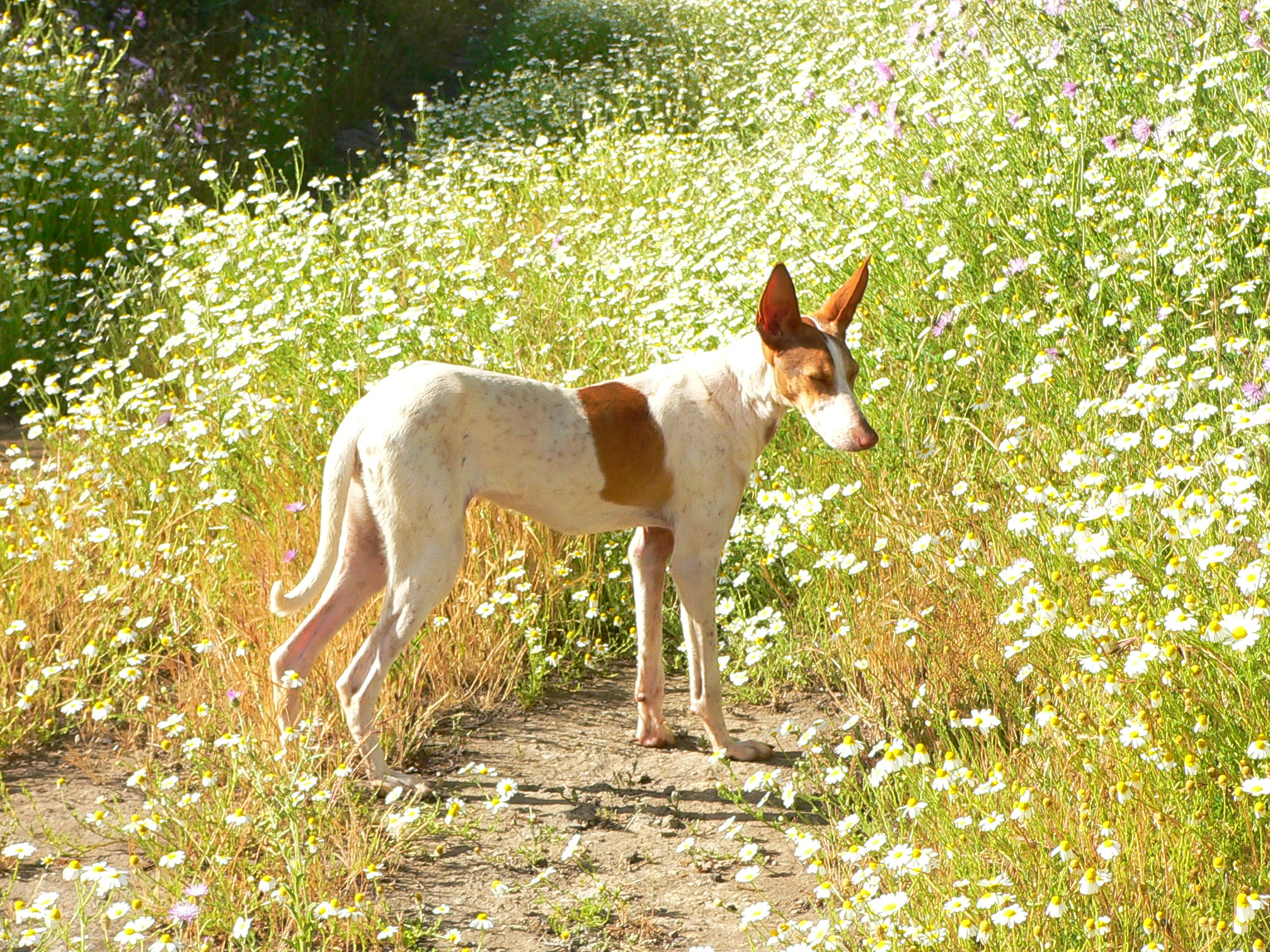

Голова вытянутая, в форме усечённого конуса, с выступающим затылочным бугром, переход ото лба к морде едва обозначен. Мочка носа крупная. Морда крупная и сильная. Зубы хорошо развиты, прикус ножницеобразный. Глаза с умным и полным благородства выражением, косо поставленные, небольшие, миндалевидной формы, тёмно-янтарного цвета, интенсивность которого зависит от общего окраса. Уши большие, встают, когда собака находится в состоянии возбуждения, в состоянии покоя заложены назад. Шея мускулистая, прямая, с гладкой кожей и без подвеса.
Спина крепкая, мускулистая, поясница немного удлинённая. Кости крупа крепкие. Обхват груди превышает высоту в холке на 5—8 см.
Живот подтянут. Хвост посажен довольно низко и является продолжением крупа, поднят в форме серпа или свисает.
Передние конечности вертикальные, лапы по форме «кошачьи», подушечки крепкие, слегка овальные. Углы сочленений лопаток и плечевых костей — приблизительно 110°, плечевых и лучевых костей — приблизительно 140°. При осмотре сзади задние конечности вертикальные, мускулатура хорошо развита; «кошачьи» лапы поставлены прямо, подушечки крепкие и овальной формы, без прибылых пальцев. Углы тазобедренных суставов — около 110°, коленных суставов — около 120°, скакательных суставов — около 130°.
Шерсть гладкая, короткая и густая, защищает собаку от повреждений колючими кустарниками во время охоты. Предпочтительный окрас рыжий и белый, интенсивность рыжего окраса варьируется от оранжевого до тёмно-красного. Допустимы все комбинации этих цветов.
Высота в холке кобелей от 55 до 64 см, сук от 53 до 60 см. Допустимы отклонения в пределах 2 см в обе стороны. Вес — 15—22 кг.

## Темперамент и использование
Смелая, уверенная в себе, возбудимая и полная энергией собака совсем не агрессивного вида. Безгранично предана своему хозяину и стоически переносит самые тяжёлые условия без малейшего признака утомления.
Используется для охоты на кроликов, идеально приспособлена к сильно пересечённой местности и климату, легко переносит высокие температуры и может долгое время находиться на жаре без воды. Обладает прекрасным обонянием, зрением и слухом, благодаря которым способна обнаружить добычу на дне трещин, в расщелинах скал, завалах камней, вулканических тоннелях и колючих кустарниках, и взять её пастью. Нередко применяется в классическом виде местной охоты в тандеме с ручным хорьком, когда собака выслеживает кроличью нору, в которую затем запускается этот маленький хищник, при этом для охотников, практикующих такой способ, сезон охоты открывается на месяц раньше.

## Здоровье
У собак семейства поденко было выявлено очень редкое генетическое нарушение полового развития — у генетически женских (XX) особей могут развиваться семенники вместо яичников. Это расстройство ранее называлось SRY-отрицательной XX инверсией пола, и чаще всего диагностировалось у американских и английских кокер-спаниелей. Средняя продолжительность жизни — от 12 до 14 лет.

## Комментарии
1. ↑  Примитивными называют собак, сформировавшихся в результате естественного отбора в условиях свободной жизни и сильно отличающихся от собак, выведенных человеком.